# Comté de Kauai
Le comté de Kauai, en anglais : Kauai County, comprend deux des huit îles principales hawaïennes. Il s'agit de Kauai et de Niihau. Le siège est la municipalité de Lihue (une petite ville, presque un village, d'environ 5 000 habitants). La municipalité la plus grande de Kauai est la ville de Kapaa (en) qui comprend environ 9 000 habitants.
Le comté de Kauai est le moins peuplé des quatre comtés hawaïens principaux (ce qui exclut le minuscule comté de Kalawao), avec moins que 70 000 habitants d'après le recensement américain de 2010, mais sa superficie est plus grande que celle d'Honolulu qui est le plus peuplé des comtés avec plus de 953 000 habitants.

## Géographie

### Comtés adjacents
| Océan Pacifique | Océan Pacifique | Océan Pacifique  |
| Océan Pacifique | Comté de Kauai  | Océan Pacifique  |
| Océan Pacifique | Océan Pacifique | Comté d'Honolulu |

## Démographie

Pyramide des âges du comté de Kauai (2000).

Lors du recensement de 2010, le comté comptait une population de 67 091 habitants. Elle est estimée, en 2017, à 72 159 habitants.
| Groupe            | Comté de Kauai | Hawaï | États-Unis |
| ----------------- | -------------- | ----- | ---------- |
| Blancs            | 33,0           | 24,7  | 72,4       |
| Asiatiques        | 31,3           | 38,6  | 4,8        |
| Métis             | 24,9           | 23,6  | 2,9        |
| Océaniens         | 9,0            | 10,0  | 0,2        |
| Autres            | 0,9            | 1,3   | 6,2        |
| Afro-Américains   | 0,4            | 1,6   | 12,6       |
| Amérindiens       | 0,4            | 0,3   | 0,9        |
| Total             | 100            | 100   | 100        |
|                   |                |       |            |
| Latino-Américains | 9,4            | 8,9   | 16,7       |

Selon l'American Community Survey pour la période 2006-2010, 80,81 % de la population âgée de plus de 5 ans déclare parler l'anglais à la maison, 8,71 % une langue polynésienne, 4,53 % le tagalog, 1,85 % le japonais, 1,70 % l'espagnol, 0,68 % le français et 1,72 % une autre langue.
| 1900   | 1910   | 1920   | 1930   | 1940   | 1950   |
| ------ | ------ | ------ | ------ | ------ | ------ |
| 20 734 | 23 952 | 29 438 | 35 942 | 35 818 | 29 905 |

| 1960   | 1970   | 1980   | 1990   | 2000   | 2010   |
| ------ | ------ | ------ | ------ | ------ | ------ |
| 28 176 | 29 761 | 39 082 | 51 177 | 58 463 | 67 091 |